# نیروگاه برق تابع بار
نیروگاه برق تابع بار یا نیروگاه برق بارپِیرو (انگلیسی: Load following power plant)، نیروگاهی است که با نوسان تقاضا برای برق در طول روز، خروجی توان برق خود را تنظیم می‌کند.